# Valempoulières
Valempoulières es una localidad y comuna francesa situada en la región de Franco Condado, departamento de Jura, en el distrito de Lons-le-Saunier y cantón de Champagnole.

## Demografía
| 218 | 208 | 192 | 184 | 175 | 172 | 215 |
| Para los censos de 1962 a 1999 la población legal corresponde a la población sin duplicidades (Fuente: INSEE [Consultar]) |     |     |     |     |     |     |